# Palazzina Paradisiello
La Palazzina Paradisiello è un palazzo monumentale di Napoli situato nel quartiere Chiaia, presso via del parco Margherita.

## Descrizione
Si tratta di un significativo esempio di Liberty napoletano. La costruzione fu voluta da Germano Ricciardi e la progettazione si deve a Giulio Ulisse Arata. L'edificio mescola la tradizione architettonica napoletana a quella del XIX secolo. Suoi elementi caratteristici sono gli ambienti interni e la scalinata inserita in modo equilibrato.